# Saint-Lary-Soulan
Saint-Lary-Soulan è un comune francese di 980 abitanti situato nel dipartimento degli Alti Pirenei nella regione dell'Occitania. Comprende la frazione di Pla-d'Adet.

## Società

### Evoluzione demografica

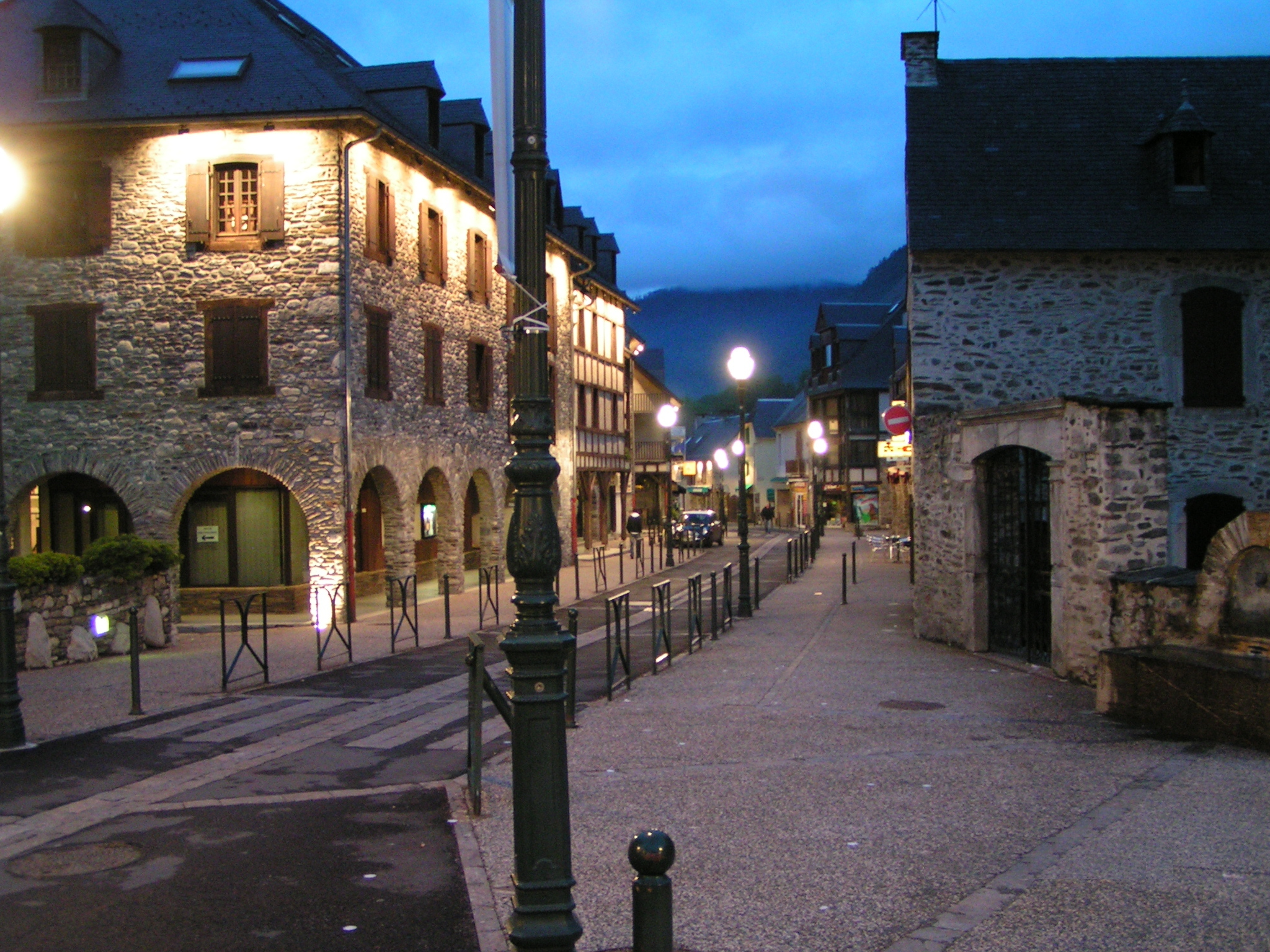
Una via del centro di Saint-Lary-Soulan di notte

Abitanti censiti

## Amministrazione

### Gemellaggi
Saint-Lary-Soulan è gemellata con:
- Boltaña